# SN 1995be
SN 1995be – supernowa odkryta 18 lipca 1995 roku w galaktyce A155814+1946. W momencie odkrycia miała maksymalną jasność 19,00m.